# Cato Guldberg
Cato Maximilian Guldberg (11 de agosto de 1836 – 14 de enero de 1902) fue un matemático y químico noruego.

## Carrera
Gulberg trabajó en la Universidad de Oslo. Junto con su cuñado, Peter Waage, proponiendo la Ley de acción de masas. Esta ley atrajo poca atención hasta que en 1877 el químico Jacobus Henricus van 't Hoff llegó a una relación muy similar, demostrando experimentalmente su validez.
En 1890, publicó lo que ahora se conoce como la regla Guldberg, que afirma que lo normal del punto de ebullición de un líquido es dos tercios de la temperatura crítica cuando se mide en temperatura absoluta.
De 1866 a 1868, 1869 a 1872 y de 1874 a 1875 fue presidente de la Norwegian Polytechnic Society.